# Sinkovich Dezső
Sinkovich Dezső (Temesvár, 1888. június 5. – Temesvár, 1933. október 10.) erdélyi magyar iparművész, grafikus, díszlettervező. 

## Életútja, munkássága
Szülővárosában végezte középfokú tanulmányait, majd a tanítóképzőt (1907), ezt követően egy polgári iskolai mértani és szabadkézi rajzoktatói tanfolyamon is diplomát szerzett. A temesvári polgári iskolában, a piarista főgimnáziumban és más tanintézetekben rajzot tanított. Módszertani tanulmányt írt és jelentetett meg a rajzoktatás korszerűsítésére, amelyet 1912. júl. 12-én Magyarország vallás és közoktatásügyi minisztériumának is felterjesztett. 1914-ben Münchenbe ment, ahol Franz Hofstädter művészképző iskoláját, valamint a művészeti akadémia előadásait és műhelyeit látogatta; ottani művészi tapasztalatait A festészet új irányai c. beszámolójában, a Temesvári Hírlap hasábjain összegezte. Az első világháború idején visszatért szülővárosába, ahol 1919-ben rendezte meg első egyéni tárlatát.
Alkotótevékenysége homlokterébe a díszítőművészet, a reklámgrafika és az iparművészet került. 1919 novemberében ő tervezte a temesvári Kereskedelmi és Iparkamara rendezte mintavásár falragaszait, díszítményeit és berendezéseit, 1919 decemberében pedig szükségpénzeket és okmánybélyeget Temesvár városa számára. Sikeresen szerepelt műveivel a bukaresti, kolozsvári és temesvári ipari kiállításokon, mintavásárokon. Olajfestményein és akvarelljein a természet és Temesvár szépségeit, valamint történelmi eseményeket örökített meg. Elkészítette a terveket az 1920-ban leégett temesvári színház épületének belső kiképzésére, díszítésére, amelyek azonban nem valósultak meg. Falfestményei a buziásfürdői, a kécsai és a torontálkeresztesi római katolikus templomokban láthatók. 1927-ben részt vett a bukaresti mintavásár rendezésében. 1929-ben Dél-Amerikába, Buenos Airesbe utazott, ahol tevékeny szerepet vállalt a világkiállítás rendezésében. Egészségi okok miatt tért vissza szülővárosába, ahol egy művésztársával együtt Art Decorativ néven magán művészeti iskolát tartott fenn. Modern felfogásban készített színházi díszleteket. Könyveket és újságokat illusztrált, könyvborítókat tervezett. Címlapjával jelent meg több éven át a Schwäbische Hauskalender c. naptár, valamint Damó Jenő Ki kicsoda? A bánsági közélet lexikona 1930-ban kiadott kézikönyve.